# Květná (Strání)
Květná je místní část obce Strání v okrese Uherské Hradiště. Jedná se o sklářskou kolonii (původně známá jako Straňanská huť, od r. 1857 též Blumenbach, od r. 1908 Květná). Prochází tudy silnice I/54. V roce 2001 zde žilo 1 365 obyvatel.

## Geografie
Květná leží v katastrálním území Strání. Obcí protéká řeka Klanečnice, do níž se zde vlévá Svinárský potok a potok Kaštinka.

## Průmysl
Od roku 1794 ve vsi funguje sklárna. 

## Galerie

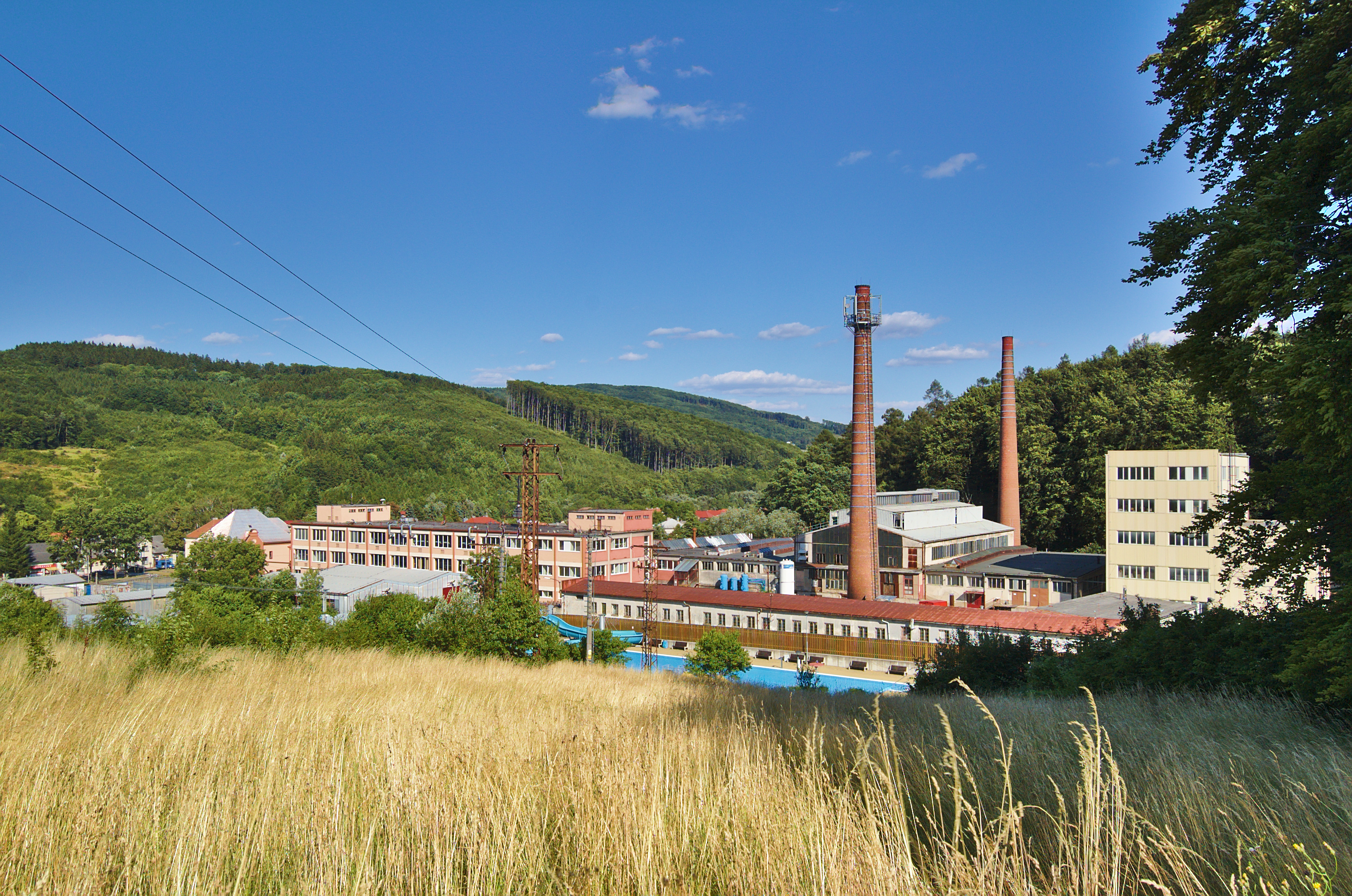
Sklárna Květná
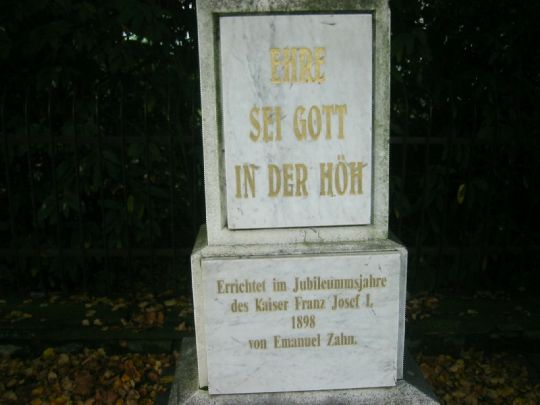
Kříž před sklárnou
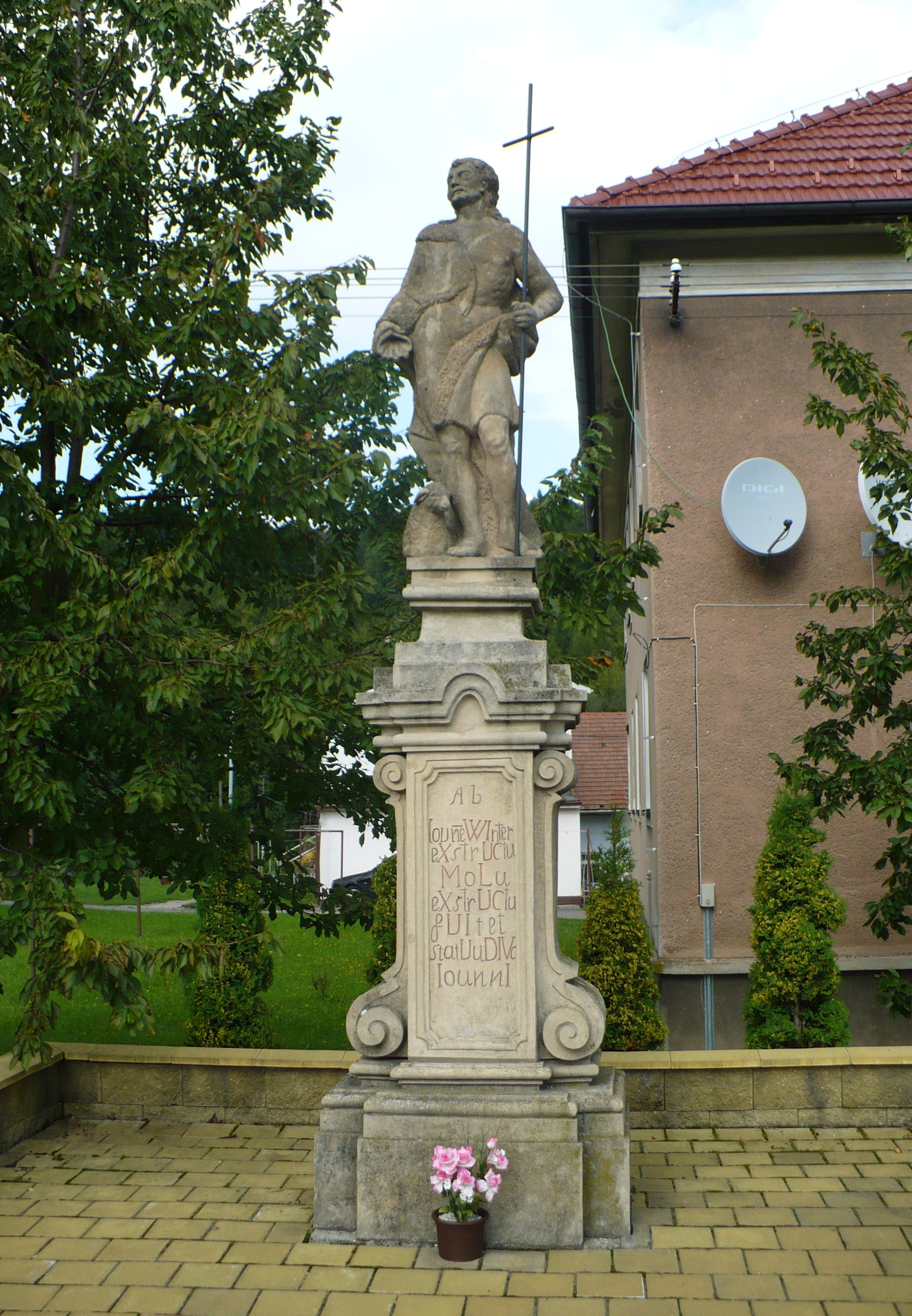
Socha svatého Jana
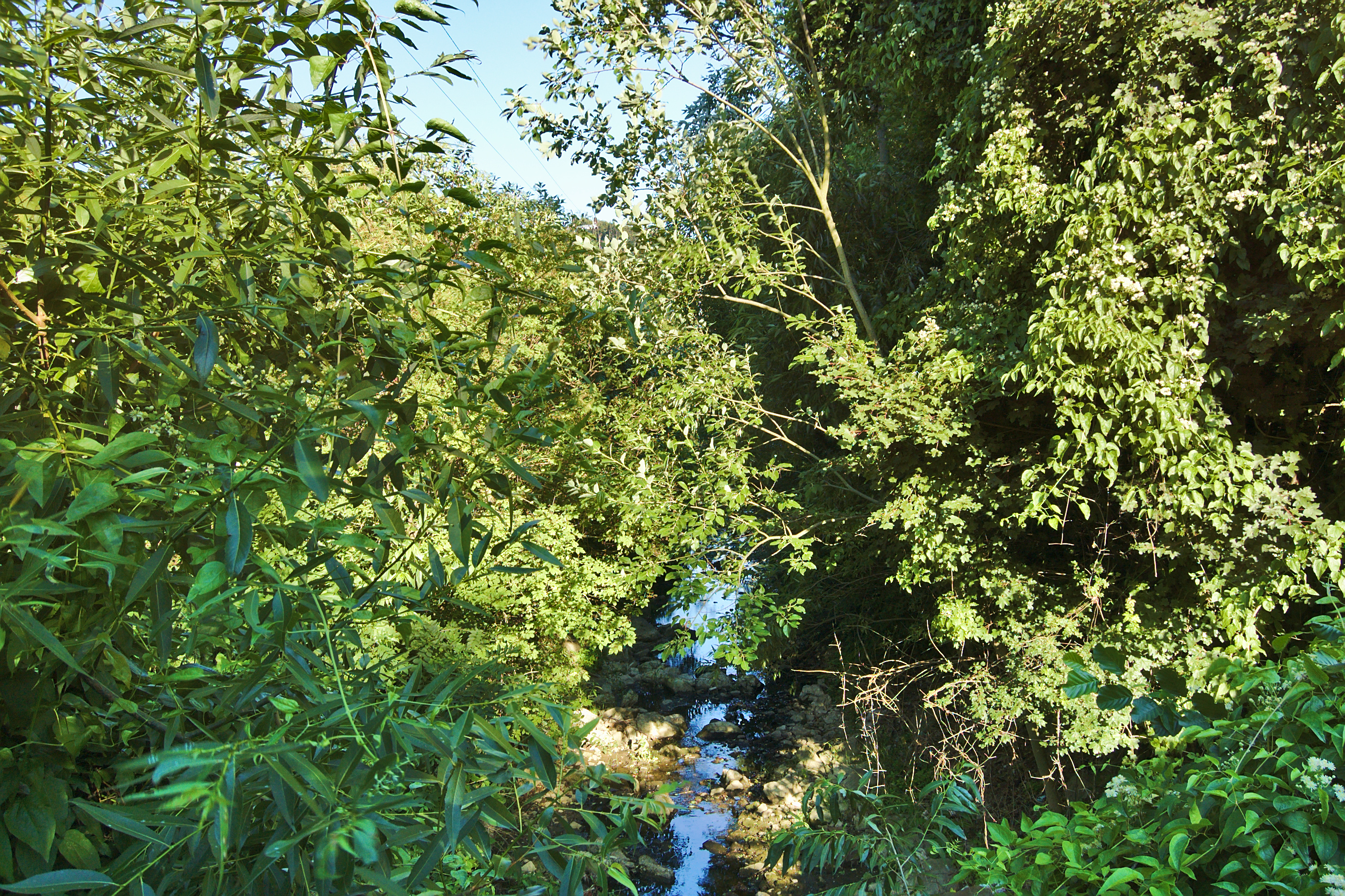
Potok Klanečnice
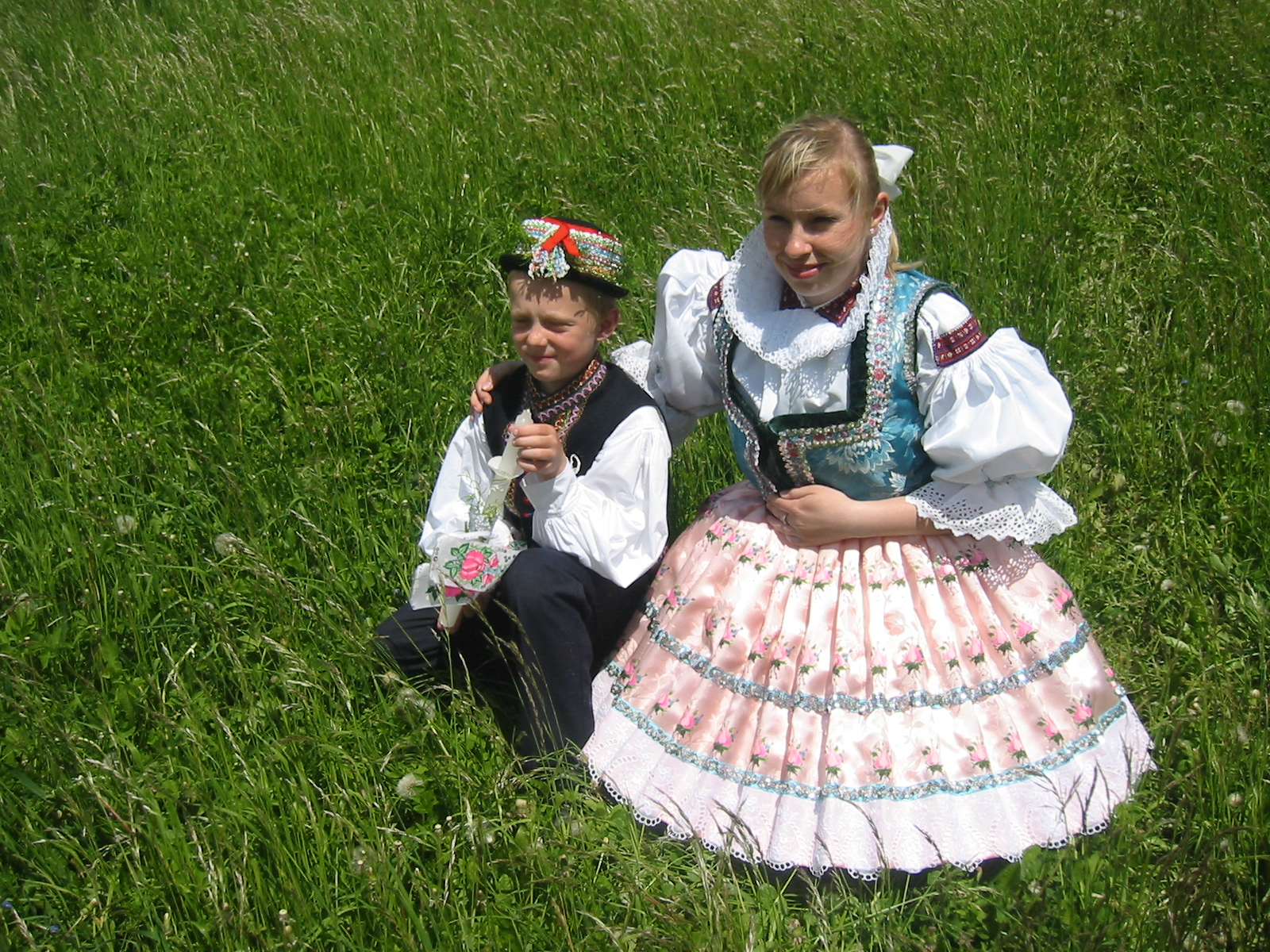
Kroj
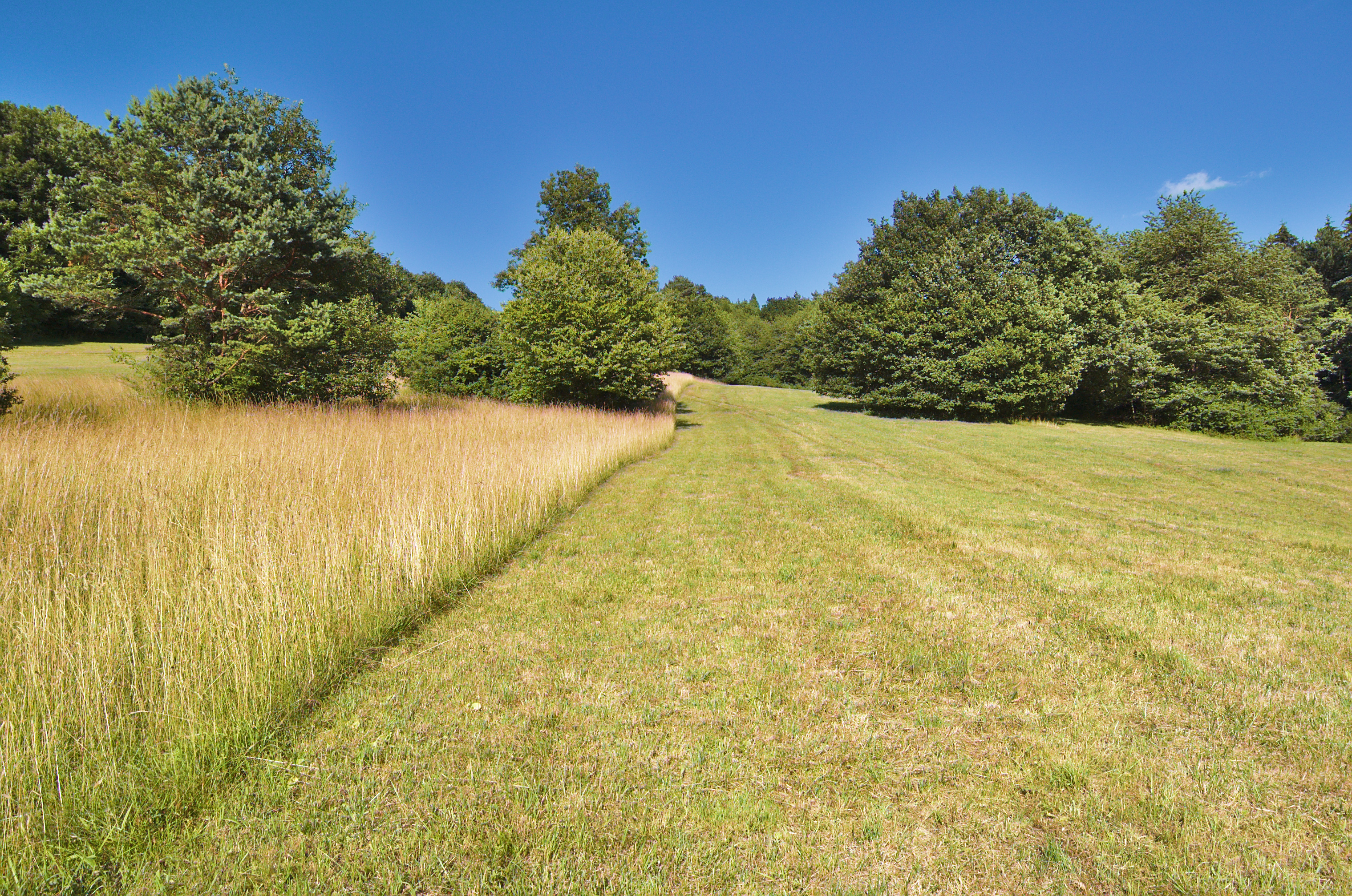
Přírodní rezervace Nová hora nacházející se východně nad obcí
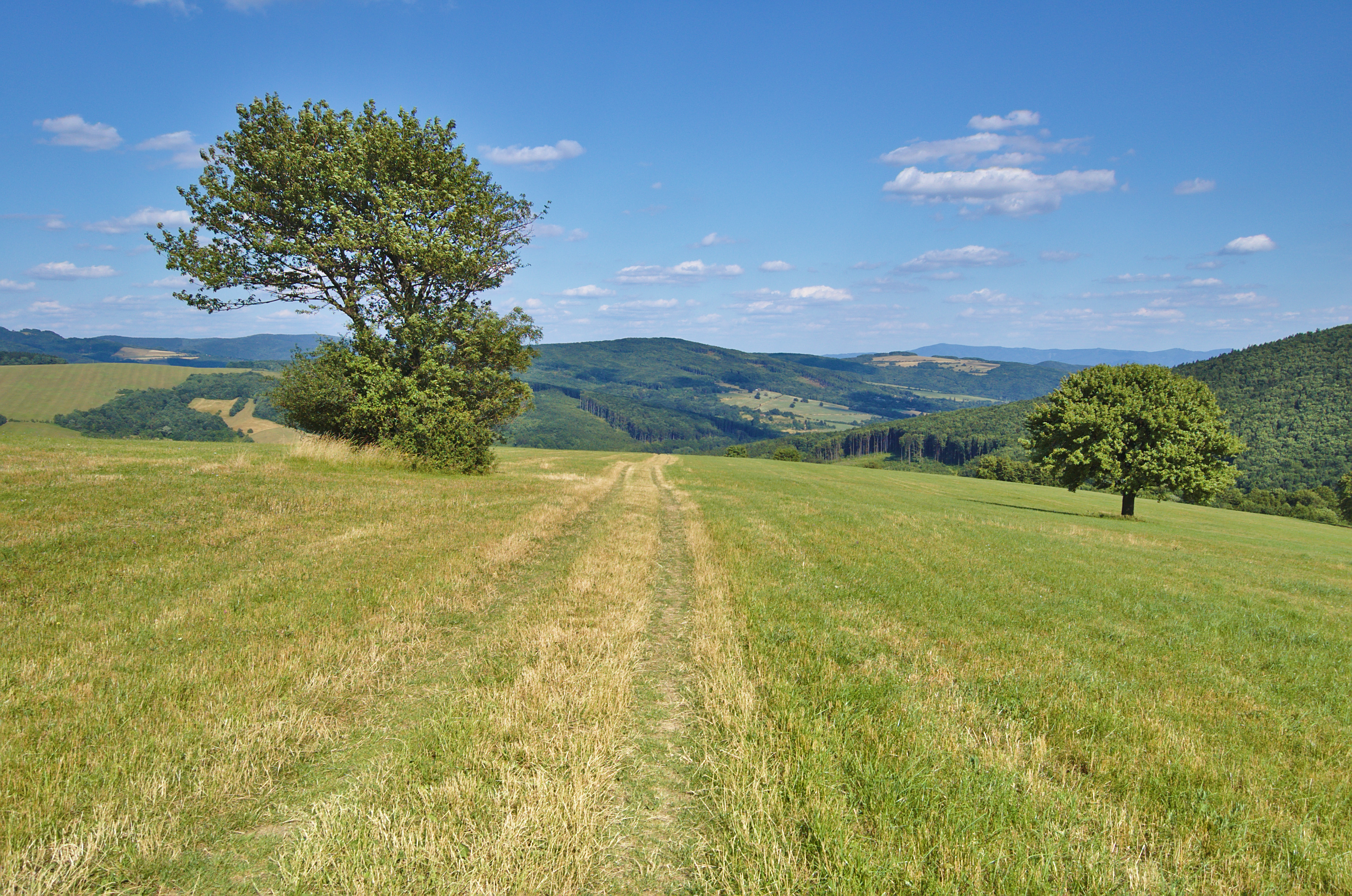
Cesta do Květné od západu